# Lars Schwabe
Lars Schwabe (* 1981) ist ein deutscher Psychologe.

## Leben
Nach dem Psychologiestudium (2000–2005) an der Universität Greifswald, der Promotion 2008 bei Hartmut Schächinger und Karl Friedrich Wender zum Dr. rer. nat. am Institut für Psychobiologie der Universität Trier und der Habilitation 2012 an der Fakultät für Psychologie der Ruhr-Universität Bochum ist er seit 2014 Professor für Kognitionspsychologie an der Universität Hamburg.
Seine Forschungsschwerpunkte sind Stresseinflüsse auf kognitive Prozesse, multiple Gedächtnissysteme, instrumentelles Lernen, Gedächtniskonsolidierung und Gedächtnistransformation und Entscheiden und Handeln.